# 痛悔機密

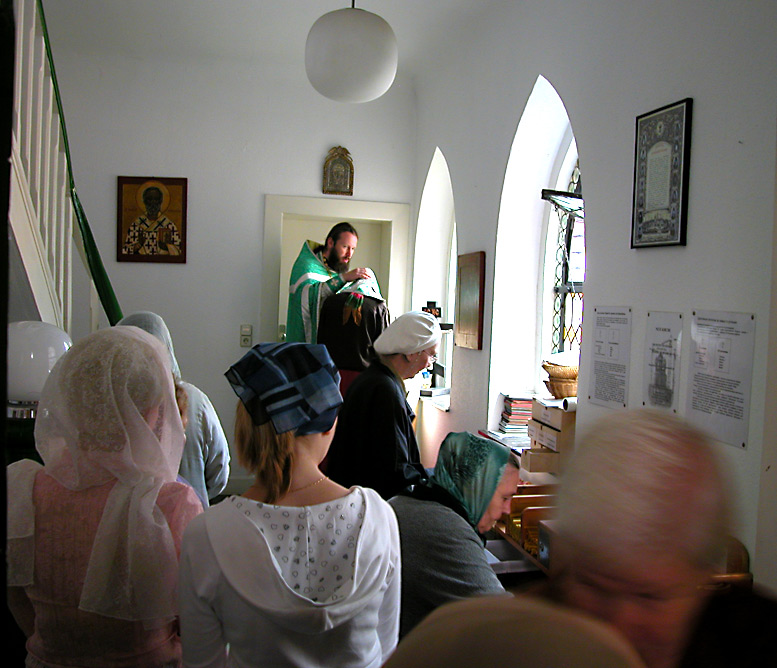
司祭がエピタラヒリを信徒の頭に被せ、痛悔機密を執行している場面（中央奥、デュッセルドルフの生神女庇護教会）。告解室のような施設は正教会には存在せず（この写真も告解室ではない）、聖堂の一角にあるアナロイの前で小声で告解を行う。

痛悔機密（つうかいきみつ、ギリシア語: Εξομολόγηση, ロシア語: Исповедь, 英語: Penance）とは、正教会における機密の一つ。痛悔機密は罪によって正教徒が教会生活から離れた時の、教会における神との和解の正式な儀礼として位置づけられ、神と人に対して謝罪し、神との交わりに復帰する意義をもつ。また、信者の生活の主要な活力の源であるともされる。
カトリック教会のゆるしの秘跡、聖公会における個人懺悔に相当する。
「懺悔」の語が日本正教会で用いられる事は無い。礼儀（儀礼）の名称としては告解禮儀（告解礼儀）との名があるが、日常的には殆ど用いられず、専ら「痛悔」「痛悔機密」の語彙が用いられる。
「痛悔」の語は正教会のみならず稀に他教派でも古い文献で用いられたものがあるが、本項では正教会における痛悔と痛悔機密について詳述する。

## 痛悔機密（告解礼儀）
痛悔機密（告解礼儀）が始まると、ハリストス（キリスト）の証人の役割を果たすとされる司祭が祈祷文を唱え、痛悔機密において神の恩寵が降るように祈る。そして参加する信徒に対し、告げなければならない罪の概要を例示し、さらに信徒は痛悔する前にまず、他人の罪を赦し、和睦する事が必要であるとの教えを説く。この教えは説教の形式ではなく祈祷文としての定式をとっており、毎回同じ教えが説かれるものである。
信者は司祭と並んで十字架と福音経が置かれたアナロイの前に立つ。一人ひとりが自らの罪を告白し、司祭はそれに対し信徒としての生活の改善の為に精神的助言を与える。最後に司祭は痛悔者の頭にエピタラヒリを載せ、十字を描き、神の赦しと和解としての祝福を行う。
痛悔の内容が他人に聞かれる事がないように、堂内では別の信徒によって聖詠（詩篇）などが大きめの声で誦経される中で行われる事が多い。また、時課などの奉神礼が行われている最中に痛悔機密が並行して行われるケースも多い。
スラヴ系の正教会では、痛悔機密を領聖前に必ず行う習慣がある。一方、ギリシャ系の正教会ではそのような習慣は無い。また、痛悔は個人的に行うものが基本だが、稀に集団痛悔が行われる事がある。

## カトリック教会との違い
正教会の痛悔機密にはカトリック教会のような法的な「償い」（つぐない）の意味は無いため、「償い」（つぐない）の指示を伴う助言・指導がなされる事は無い。
また、カトリック教会における告解室のような密室で行われる事は殆ど無く、多くは聖堂で行われる。

## 聖書
痛悔について基となる聖書の箇所として示されるものには、以下のようなものがある。
- サムエル記下12章に記されている、ウリヤの妻バテシバを奪ったダビデ王が、預言者ナタンに罪の赦しを請うた事（この時ダビデによって詠まれたと伝えられるのが第50聖詠であり、痛悔機密の冒頭でこれが詠まれる）
- 旧約続編に収録されているマナセの祈り
- マタイによる福音書18章18節および22節